# 愛媛県立弓削高等学校
愛媛県立弓削高等学校（えひめけんりつゆげこうとうがっこう、英: Ehime Prefectural Yuge High School）は、愛媛県越智郡上島町にある公立高等学校である。

## 学科
- 全日制
  - 普通科

## 沿革
- 1948年 - 愛媛県立弓削高等学校定時制課程として本校・岩城島分校設立が認可される。
- 1957年 - 愛媛県立今治西高等学校弓削分校（全日制）を併設。岩城島分校は、愛媛県立今治西高等学校岩城島分校となる。
- 1958年 - 愛媛県立今治西高等学校から分離独立して、愛媛県立弓削高等学校（全日制）に改制する。定時制課程を廃止する。
- 2019年 - 通学区域外からの入学者枠（愛媛県外を含む）を定員の30 % 以内に拡大する（通常は5 % 以内）[3][1]。